# Rimsdorf
Rimsdorf ist eine französische Gemeinde mit 302 Einwohnern (Stand 1. Januar 2021) im Département Bas-Rhin in der Europäischen Gebietskörperschaft Elsass und in der Region Grand Est (bis 2015 Elsass). Sie gehört zum Arrondissement Saverne und zum Gemeindeverband Alsace Bossue.

## Geografie
Die Gemeinde Rimsdorf im Krummen Elsass liegt auf einem Höhenrücken, der das Saartal im Westen vom Einzugsbereich der Eichel im Osten trennt. Auf dem Gebiet der Gemeinde entspringt der Metzlachgraben als direkter Saar-Zufluss, östlich des Dorfkerns der Hoellgraben, ein Nebenfluss der Eichel. Ein Drittel des 6,07 Quadratkilometer umfassenden Gemeindegebietes gehört zum Waldgebiet Forêt domaniale de Sarre-Union (früher: Bannholz), der größte Teil des sanft hügeligen Gebietes besteht aus Weiden und Äckern.
Nachbargemeinden von Rimsdorf sind Domfessel im Nordosten, Mackwiller im Osten, Thal-Drulingen und Burbach im Süden, Sarrewerden im Westen sowie Sarre-Union im Nordwesten.

## Geschichte
Rimsdorf gehörte den Grafen von Sarrewerden, von 1745 bis zur Französischen Revolution 1789 zum Haus Nassau-Weilburg.
1793 hatte die Gemeinde noch die Schreibweise Rimsdorff, 1801 Rimstorf.
Die im Zweiten Weltkrieg zerstörte Kirche wurde durch eine 1960 fertiggestellte moderne Kirche ersetzt.

### Wappen
Blasonierung: „In Blau eine schrägrechte silberne Wolfsangel mit Querstrebe.“

### Bevölkerungsentwicklung
| Jahr      | 1962 | 1968 | 1975 | 1982 | 1990 | 1999 | 2012 | 2022 |
| Einwohner | 242  | 249  | 230  | 253  | 251  | 258  | 314  | 294  |

Im Jahr 1851 wurde mit 387 Bewohnern die bisher höchste Einwohnerzahl ermittelt. Die Zahlen basieren auf den Daten von cassini.ehess und INSEE.

## Sehenswürdigkeiten

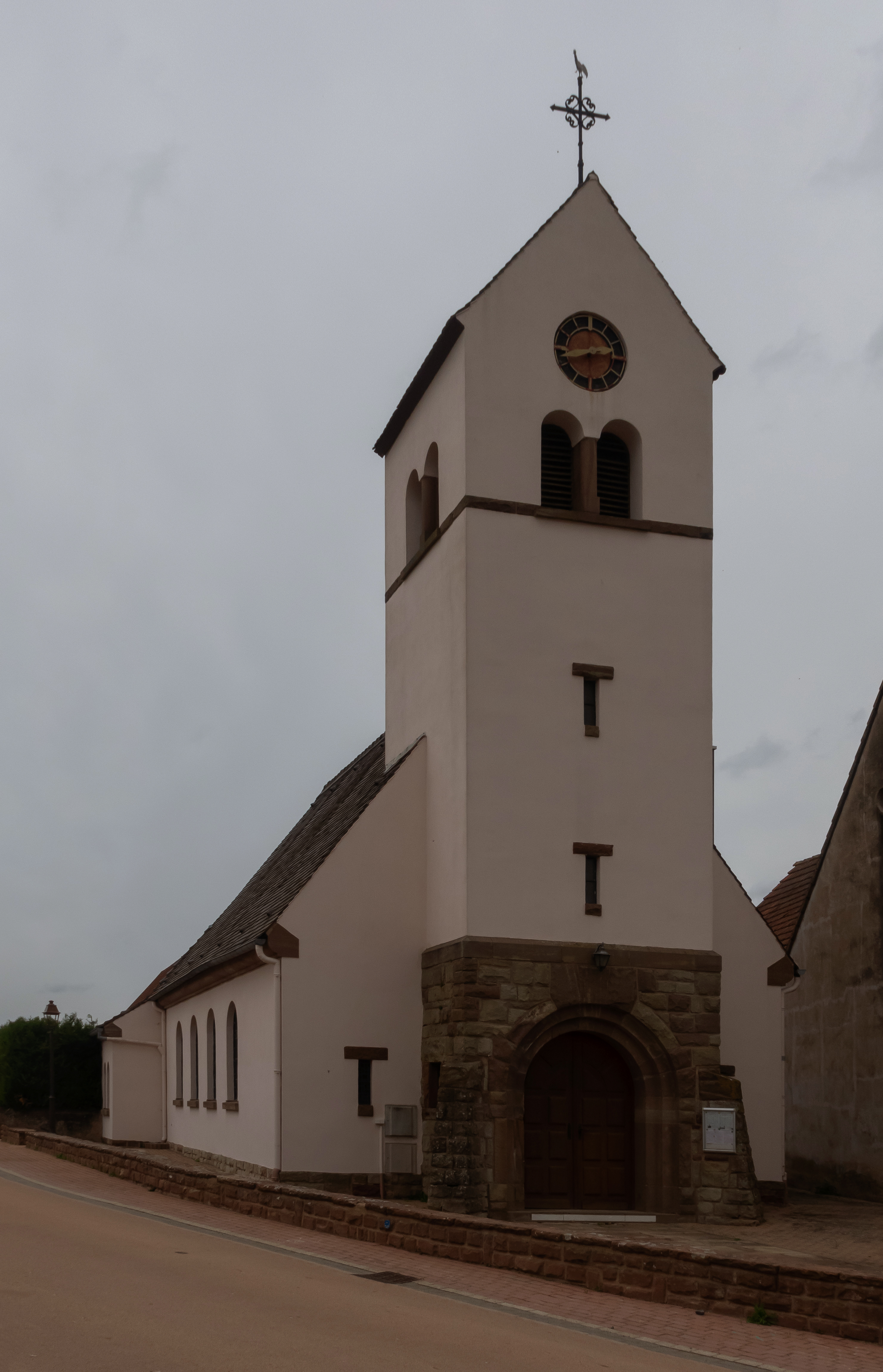
Reformierte Kirche
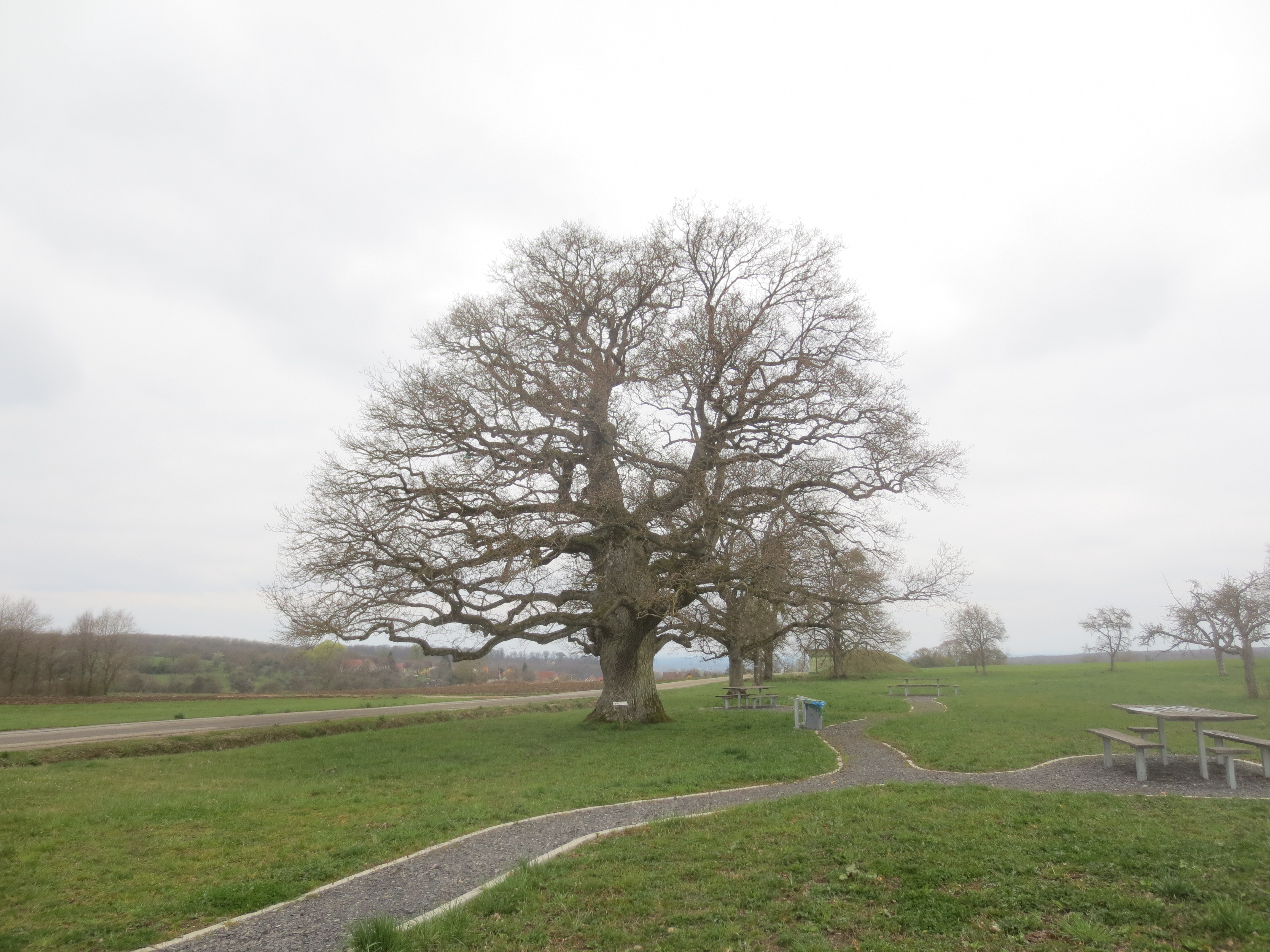
300-jährige Eiche

cassini.ehess

## Wirtschaft und Infrastruktur
In der Gemeinde sind zwei Landwirtschaftsbetriebe ansässig (Pferde- und Rinderzucht). Des Weiteren arbeitet ein Sägewerk in der Gemeinde. Einige Einwohner sind Pendler in die nahen Industriegebiete der Stadt Sarre-Union.
Durch das Gemeindegebiet Rimsdorfs führt in Nord-Süd-Richtung die Autobahn Paris–Straßburg mit dem Anschluss Sarre-Union, einen Kilometer südlich des Dorfkerns gelegen. Die zur Autobahn parallel verlaufende Nationalstraße 61 (Saarbrücken–Phalsbourg) tangiert den Süden der Gemeinde. Die nächsten Bahnhöfe befinden sich in Sarralbe und Diemeringen.